# Andreas Weiland
Andreas Weiland (* 9. September 1966 in Offenbach am Main) ist ein ehemaliger deutscher Automobilrennfahrer.

## Karriere
Andreas Weiland nahm in seiner Amateur-Motorsportkarriere mehrfach am 24-Stunden-Rennen auf dem Nürburgring teil. Dort startete er 2000 auf einem Porsche 911 GT3 R (Typ 996) zusammen mit Harald Weiland, Mathias Weiland und Kersten Jodexnis und erreichte den vierten Gesamtplatz.
Von 2001 bis 2006 fuhr er zusammen mit Ralph-Peter Rink mit dem eigenen Team Weiland-Rink-Racing im Honda Civic-Cup der VLN Langstreckenmeisterschaft Nürburgring. Ab 2007 setzte das Team einen Porsche 911 GT3 R ein.
In den Jahren 2007 und 2008 startete er beim 24-Stunden-Rennen mit einem Honda Civic Type R von der Pole-Position in der SP-Cup-Klasse. 2009 und 2010 ging er für das Team Scuderia Offenbach mit einem Porsche 911 GT3 Cup (Typ 997) in der Klasse SP9-GT an den Start – konnte das Rennen jedoch nicht beenden.
2015 startete er nochmals beim 24-Stunden-Rennen mit einem Porsche 911 GT3 Cup (Typ 997) in der SP7-Klasse.